# Liste des évêques et archevêques de Catane
Pour un article plus général, voir Archidiocèse de Catane.
La liste des évêques et archevêques de Catane recense les noms connus des évêques et archevêques qui se sont succédé sur le siège épiscopal de Catane en Sicile depuis la fondation présumée du diocèse dès le Ier siècle par Bérille de Catane. Le diocèse est élevé au rang d'archidiocèse sous le nom d'archidiocèse de Catane en 1859. Depuis 2000, il est également métropolitain avec pour suffragants les diocèses d'Acireale et de Caltagirone

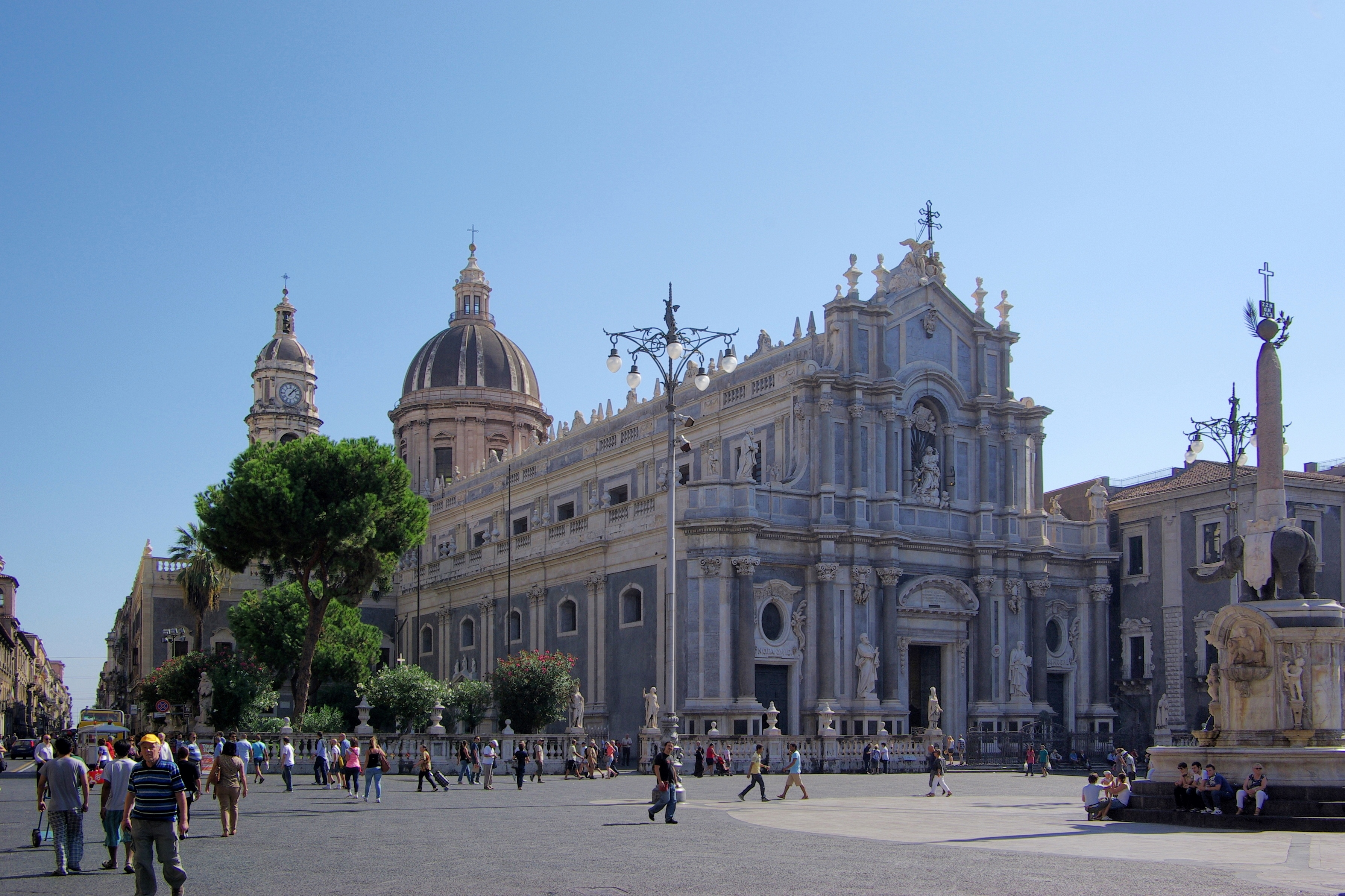
Cathédrale Sant'Agata

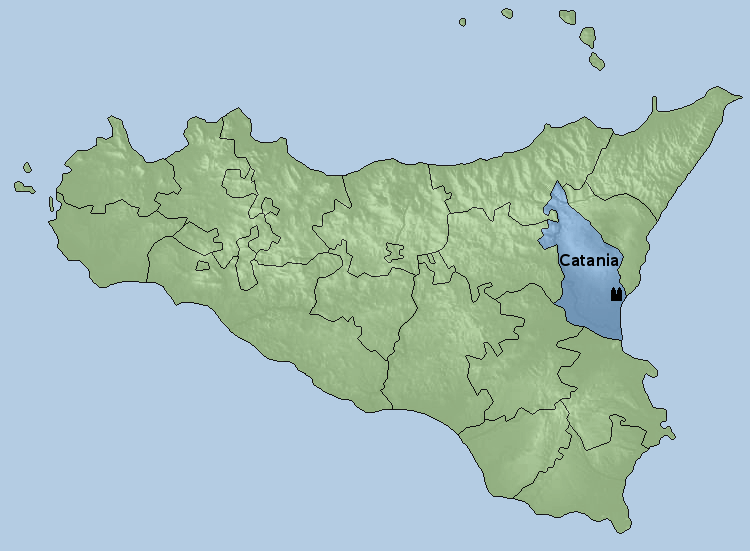
Archidiocèse de Catana

## Évêques
- Saint Birille (vers 42?)
- Saint Everio (264)
- Saint Sabino (VIIIe siècle)
- Léon de Catane († 787), évêque de Catane, thaumaturge ; fêté le 20 février[1] ;
- Théodore (VIIIe siècle
- Ansger de Catane (1092–1124), précédemment moine de Saumur puis prieur de Sainte-Eufemia en Calabre
- Maurice (1124–1130?)
- Geoffroi Le Roux (1147-), précédemment archevêque de Dol (1130-vers 1146)
- Giovanni Ajello (1167–1169)
- Ruggero
- Gauthier de Pagliara (1207–1232)
- Gérard Othon (1342-1349)
- Heinrich von Bilversheim (1232-1242)
- Marziale (XIVe siècle)
- Simone del Pozzo (XIVe siècle)
- Pedro Serra (1396-)
- Giovanni de Primis (1447–1449)
- Arias de Avalos (14 février 1449 - 1450 †)
- Guglielmo Bellomo (2 octobre 1450 - 1472 †)
- Giuliano della Rovere (1473–1474)
- Francisco Desprats (1498–1500)
- Diego Ramírez de Guzmán (1500–1508)
- Jaime de Conchillos, O. de M. (1505–1512)
- Gaspar Ponz (1513–1520)
- Matthieu Schiner (1520–1522)
- Pompeo Colonna (1523–1524)
- Marino Ascanio Caracciolo (1524)
- Scipione Caracciolo (1524–1529)
- Marino Ascanio Caracciolo (1529–1530) (2e fois)
- Ludovico Caracciolo (1530–1536)
- Nicola Maria Caracciolo (1537–1568)
- Antonio Faraone (1568–1572)
- Juan Orozco de Arce (1574–1576)
- Juan Corrionero (1589–1592)
- Gian Domenico Rebiba (1595–1604)
- Juan Ruiz Villoslada (1605–1609)
- Bonaventura Secusio, O.F.M. (1609–1618)
- Juan Torres de Osorio (1619–1624)
- Innocenzo Massimo (1624–1633)
- Camillo Astalli Pamphilj (1661–1663)
- Michelangelo Bonadies (1665–1686)
- Andrea Riggio (1693–1717)
- Juan Álvaro Cienfuegos Villazón, S.J. (1721–1725)
- Raimundo Rubí, O. Cart. (1727–1729)
- Pietro Galletti (1729–1757)
- Salvatore Ventimiglia, C.O. (1757–1773)
- Corrado Maria Deodati de Moncada (1773–1813)
- Domenico Orlando, O.F.M.Conv. (1823–1839)
- Felice Regano (1839–1861)

## Archevêques
- sedisvacance (1861–1867)
- Giuseppe Benedetto Dusmet, O.S.B. (1867–1894)
- Giuseppe Francica-Nava de Bontifè (1895–1928)
- Emilio Ferrais (1928–1930)
- Carmelo Patané (1930–1952)
- Guido Luigi Bentivoglio, S.O.C. (1952–1974)
- Domenico Picchinenna (1974–1988)
- Luigi Bommarito (it) (1988–2000)

## Archevêques et  métropolites
- Luigi Bommarito (2000–2002)
- Salvatore Gristina (2002–2022)
- Luigi Renna (2022-...)

## Sources
- (en) Fiche de l'archidiocèse sur catholic-hierarchy.org